# HTM スカイトラック
HTM スカイトラック
1973年のパリ航空ショーで展示されている4座型のHTM スカイライダー
- 用途：汎用ヘリコプター
- 製造者：ヴァグナー（Wagner）、HTM
- 初飛行：1965年7月
- 運用状況：試作のみ

HTM スカイトラック（HTM Skytrac、元々はWagner Skytracとして知られる）は、 1960年代と1970年代に西ドイツで開発された軽汎用ヘリコプターである。後の4座型は「スカイライダー」（Skyrider）として知られる。西ドイツ航空当局から型式認証を取得し、顧客からの確定注文を受けたにもかかわらずスカイトラックが量産されることはなかった。

## 開発
開発は1960年代半ばにヴァグナー（Wagner）の工場が地上走行可能なヘリコプターを開発しようという試みから派生したもので、これと同一の二重反転式ローター動力システムがこの機体の開発に応用された。スカイトラックは、片端が箱状のキール構造となった幅の狭い単座のキャビンとその反対側に水平に置かれたフランクリン社製水平対向エンジンの間にトランスミッションと主ローターが配されており、パイロットの座る単座の座席はスライド式涙滴型キャノピーで覆われていた。試作機はこの形態で1965年7月に初飛行を行い、フロートと回頭性改善のために後部に伸びたブームの先端にV字尾翼を取り付けた試作2号機がこれに続いた。試作3号機はより一般的な構造の3座用キャビンを持ち、この機体の農業機としての能力を披露するために農薬散布管と農薬タンクを取り付けていた。この機種の型式認定は1969年に取得された。

## 量産計画
1971年に新たに設立されたヘリコプター・テクニッヒ・ミュンヘン（Helikopter Technik München：HTM）社がスカイトラックの製造/販売権を買い取り、1972年半ばに1973年末までに35機を生産する予定でイェゼンバングに生産ラインを構築することを発表したが、これは既に全機売約済みであった。この第１バッチ分の生産後にHTM社は30機単位のバッチ毎のライセンス生産権を販売する計画を立てていたが、第１バッチを生産する分の資金も調達できず、これらは実現しなかった。
最終開発型のスカイライダーは、スカイトラックに4座分の座席とこれを完全覆う形の胴体を持つ機体であった。この機体構成のモックアップが1972年のハノーファーとカンヌで開催された航空ショーに展示され、試作機は1973年6月のパリ航空ショーで披露された後1974年2月に初飛行を行った。僅か数時間の作業でスカイトラックの基本仕様からスカイライダー仕様へ換装することが可能であった。しかし翌年にHTM社は事業から手を引き、それ以上の機体が製作されることはなかった。

## 要目
(Skytrac)
- 乗員：1名
- 乗客：2名
- 全長：4.00 m (13 ft 2 in)
- 全高：3.80 m (12 ft 6 in)
- 主ローター直径：10.40 m (34 ft 1 in)
- 主ローター回転面積：84.9 m2 (914 ft2)
- 空虚重量：850 kg (1,870 lb)
- 全備重量：1,500 kg (3,300 lb)
- エンジン：1 × フランクリン 6AS-335-B、195 kW (260 hp)
- 最高速度：160 km/h (100 mph)
- 航続距離：400 km (250 miles)
- 巡航高度：3,500 m (11,000 ft)
- 上昇率：2.0 m/s (400 ft/min)